# Maze Runner: The Scorch Trials
Maze Runner: The Scorch Trials is een Amerikaanse sciencefictionfilm uit 2015 onder regie van Wes Ball. De film is gebaseerd op het gelijknamige boek uit 2009 van James Dashner. De film is een vervolg op The Maze Runner, en speelt zich af in een post-apocalyptische wereld waarin de aarde grotendeels is verschroeid, en de mensheid door een kwaadaardig virus is gedecimeerd. Thomas en zijn vrienden proberen te vluchten voor een organisatie die experimenten op hen uitvoert, om met de resultaten het virus te kunnen bestrijden.

## Verhaal
De film gaat chronologisch verder waar het eerste deel is geëindigd. Thomas, Teresa en de andere jongeren zijn ontsnapt uit het labyrint, waar het bedrijf WCKD (WICKED) hen in de vorige film had opgesloten. Uit de eerste film bleek dat WCKD de jongeren al van kleins af aan had onderworpen aan experimenten, om een soort supermensen te maken, en dat hun geheugen was gewist op het moment dat ze het labyrint werden ingestuurd. Verder hadden de jongeren in de eerste film ontdekt dat Thomas en Teresa als enige twee blijkbaar ooit zelf voor WICKED hadden gewerkt, voordat ze de kant van hun leeftijdsgenoten kozen en hun geheugen óók werd gewist.
De tweede film begint wanneer de jongeren bij hun ontsnapping worden geholpen door een groep rebellen. De rebellen brengen de jongeren naar een veilige basis, midden in de woestijn ("de Schroei"). In de basis, een enorme bunker, blijken al verschillende andere jongeren te zijn, die ook door de rebellen uit handen van WICKED zijn gered. Hoewel Thomas en zijn vrienden zich aanvankelijk veilig voelen bij de rebellen, is het toch wel vreemd dat er elke dag een nieuwe groep jongeren wordt uitgekozen om naar een "veilige plek" meegenomen te worden. En waarom is Teresa door de rebellen in een aparte kamer in de basis gebracht? Thomas en zijn vrienden ontdekken dat de reddingsactie van de rebellen in scène is gezet: ze zijn nog steeds in handen van WICKED. De lichamen van de jongeren die al naar een "veilige plek" zouden zijn gebracht, zijn in werkelijkheid opgeslagen in een grote loods, waar hun lichaamssappen worden afgetapt. Het doel van het experiment van WICKED was niet alleen het kweken en selecteren van een sterke generatie jongeren die immuun is voor "de Vuring", een ziekte die het merendeel van de wereldbevolking in "Cranks" veranderd heeft;
levenden die zich als zombies gedragen, maar zich veel sneller kunnen voortbewegen. Het doel was ook om de lichamen van die jongeren te gebruiken om te zoeken naar een medicijn om de bevolking mee te genezen. Thomas en zijn vrienden besluiten te ontsnappen, en weten bij hun ontsnapping ook Teresa mee te nemen.
De jongeren hebben het gerucht gehoord dat er in de bergen een groep tegenstanders van WICKED verstopt zit, de "Right Arm", dus ze trekken de Schroei in om hen te vinden. Op de vlucht voor WICKED en op zoek naar de Right Arm komt de groep een dolle horde Cranks tegen. De jongeren weten met moeite en niet zonder kleerscheuren aan de Cranks te ontsnappen. Daarna ontmoeten ze de tiener Brenda en haar surrogaatvader Jorge, die hen door de Schroei willen helpen, in ruil voor een geneesmiddel tegen de Vuring. In hun zoektocht leren ze dat zonnevlammen de aarde getroffen hebben en dat deze een dodelijke epidemie veroorzaakt hebben, en grote delen van de aarde verschroeid hebben (vandaar "de Schroei"). Uiteindelijk bereiken de jongeren de bergen, waar ze de Right Arm tegen het lijf lopen. Ook deze groep kan de immune jongeren goed gebruiken, maar de Right Arm blijkt daarbij een andere filosofie te hanteren dan WICKED. In tegenstelling tot WICKED, die de immune mensen wil opofferen om een geneesmiddel te vinden, wil de Right Arm met virusvrije en immune mensen een nieuwe generatie stichten. Thomas, Teresa en hun vrienden weten het vertrouwen van de rebellengroep te winnen, zodat ze zich bij de Right Arm mogen aansluiten. Maar dat vertrouwen blijkt al gauw beschaamd te worden. Teresa biecht aan Thomas op waarom ze op de basis naar een aparte ruimte was gebracht. Ze heeft daar haar herinneringen teruggekregen, en daarmee ook haar oorspronkelijke visie op het project van WICKED. Ze is ervan overtuigd dat de filosofie van WICKED de enige manier is om de mensheid te redden, en heeft de schuilplaats van de Right Arm aan WICKED verlinkt.
De mensen van WICKED duiken op, en een hevige strijd tussen de Right Arm en WICKED barst los. Beide partijen lijden forse verliezen. De mensen van WICKED kiezen uiteindelijk het hazepad, en weten daarbij een paar van de destijds uit het labyrint ontsnapte jongeren te ontvoeren. De achtergebleven jongeren, onder wie Thomas, zijn hier aanvankelijk bedroefd over. De film eindigt wanneer Thomas besluit dat hij teruggaat naar WICKED, om wraak te nemen en zijn ontvoerde vrienden terug te halen.

## Rolverdeling
| Acteur                | Personage    |
| --------------------- | ------------ |
| Dylan O'Brien         | Thomas       |
| Kaya Scodelario       | Teresa       |
| Thomas Sangster       | Newt         |
| Ki Hong Lee           | Minho        |
| Dexter Darden         | Frypan       |
| Aidan Gillen          | Janson       |
| Giancarlo Esposito    | Jorge        |
| Rosa Salazar          | Brenda       |
| Jacob Lofland         | Aris         |
| Patricia Clarkson     | Ava Paige    |
| Katherine McNamara    | Sonya        |
| Alexander Flores      | Winston      |
| Nathalie Emmanuel     | Harriet      |
| Lili Taylor           | Mary         |
| Barry Pepper          | Vince        |
| Alan Tudyk            | Blondie      |
| Terry Dale Parks      | Carl         |
| Kathryn Smith-McGlynn | Dr. Crawford |
| Jenny Gabrielle       | Ponytail     |

## Ontvangst
Maze Runner: The Scorch Trials werd uitgebracht op 1 september 2015 en werd door het publiek gemengd ontvangen. Op Rotten Tomatoes heeft de film een score van 48% op basis van 155 beoordelingen. Metacritic komt op een score van 43/100, gebaseerd op 29 beoordelingen. In 2018 werd er een vervolgfilm uitgebracht onder de naam Maze Runner: The Death Cure.